# バック・ショーウォルター
ウィリアム・ナサニエル・ショーウォルター3世（William Nathaniel "Buck" Showalter III, 1956年5月23日 - ）は、アメリカ合衆国フロリダ州ウォルトン郡デファニアクスプリングス出身の元プロ野球選手（一塁手、外野手）、監督。左投左打。
1990年代より、ニューヨーク・ヤンキース、アリゾナ・ダイヤモンドバックス（初代監督）、テキサス・レンジャーズ、ボルティモア・オリオールズ、ニューヨーク・メッツの5球団で監督を務めた。これらのうちダイヤモンドバックスを除く4球団でリーグ最優秀監督賞を受賞経験があり、史上初となる異なる4球団での同賞受賞監督となっている。
「バック（Buck）」という通称はマイナーリーグの選手時代にチームのクラブハウス内を全裸（buck naked）でうろつく癖があったことから転じてつけられている。

## 経歴

### 選手、コーチ時代
1977年のMLBドラフト5巡目（全体127位）でニューヨーク・ヤンキースから指名され入団。1983年までの7年間をヤンキース傘下のマイナー球団で過ごし、現役を引退。1984年はフォートローダーデール・ヤンキースの三塁コーチを務め、1985年から1989年にかけてヤンキース傘下のマイナー球団監督として360勝207敗を記録。1990年から1991年にかけてヤンキースのコーチを務め、1991年10月29日に35歳でヤンキースの監督に就任した。

### ヤンキース監督
監督就任1年目の1992年は76勝86敗で負け越したが、翌1993年は88勝74敗とチームは5年ぶりに勝ち越した。1994年はシーズン途中の8月12日から232日間に及ぶ長期ストライキが行われ、ポストシーズンが行われなかった。70勝43敗、地区1位の成績でシーズンを終え、最優秀監督に選出された。1995年には、ワイルドカードで1981年以来となるプレーオフ進出を果たした。なおこの年には、後に「Core 4（コア・フォー）」と呼ばれるヤンキースの中心選手であるマリアノ・リベラ、アンディ・ペティット、デレク・ジーター、ホルヘ・ポサダの4人をデビューさせている。

### ダイヤモンドバックス監督
1995年11月に1998年からエキスパンションによりMLBに加わるアリゾナ・ダイヤモンドバックスと契約。1年目は65勝97敗と負け越したが、1999年には100勝62敗でプレーオフ出場を果たす。ダイヤモンドバックスの監督最後のシーズンとなった2000年は、85勝77敗で地区3位に終わった。

### レンジャーズ監督
2002年10月11日にテキサス・レンジャーズの監督に4年契約で就任。2004年に前年を18勝上回る89勝73敗で、2度目の最優秀監督に選出された。シーズン終了後には3年契約（4年目は球団オプション）に合意し、2009年まで契約延長した。2006年シーズン終了後、契約を満了する前に解任された。

### オリオールズ監督
ESPNの解説者を経て、2010年7月29日にボルチモア・オリオールズの監督に就任した。2012年にチームは地区2位となり、15年ぶりの勝ち越しとポストシーズン進出を果たした。2014年は17年ぶりの地区優勝に導き、3度目の最優秀監督賞を受賞した。2016年は地区2位タイでワイルドカードとなるも、ブルージェイズに敗れて地区シリーズ進出はならなかった。2018年にはチーム史上最悪となるシーズン115敗を記録し、10月4日にGMのダン・デュケットと共に辞任を表明した。

### メッツ監督
2021年12月18日にニューヨーク・メッツの監督に就任した。2022年は地区2位でチームを6年ぶりのポストシーズンに導いた（ワイルドカードで敗退）。オフの11月15日に全米野球記者協会(BBWAA)から1位票が8、2位票が10、3位票が7の計77ポイントで7年ぶり、史上3人目となる最多タイ記録の通算4度目、ナ・リーグでは自身初、メッツの歴代監督としても初となる最優秀監督賞を受賞した。この受賞により1990年代、2000年代、2010年代、2020年代の4ディケイドでの受賞となった。

## 評価
データ重視の緻密な野球を持ち味としているが、レンジャーズ監督時代には管理主義が選手から不評だった。現役選手を対象にしたアンケートの「メジャー最悪の監督は誰か?」という問いに2005年は450人中13%、2006年は470人中15%の選手がショーウォルターの名を挙げた。2005年はフランク・ロビンソンとともにワーストタイ、2006年はロビンソンに次いでワースト2位だった。

## 詳細情報

### 年度別監督成績
| 年 度     | 球 団     | 地 区     | 年 齢     | 試 合 | 勝 利 | 敗 戦 | 勝 率 | 順 位   | 備 考    | ポストシーズン 勝敗 |
| --------- | --------- | --------- | --------- | ----- | ----- | ----- | ----- | ------- | -------- | ------------------- |
| 1992      | NYY       | AL 東     | 36歳      | 162   | 76    | 86    | .469  | 4 / 7   |          |                     |
| 1993      | NYY       | AL 東     | 37歳      | 162   | 88    | 74    | .543  | 2 / 7   |          |                     |
| 1994      | NYY       | AL 東     | 38歳      | 113   | 70    | 43    | .619  | (1 / 5) |          |                     |
| 1995      | NYY       | AL 東     | 39歳      | 145   | 79    | 65    | .549  | 2 / 5   | ALDS敗退 | 02勝03敗            |
| 1998      | ARI       | NL 西     | 42歳      | 162   | 65    | 97    | .401  | 5 / 5   |          |                     |
| 1999      | ARI       | NL 西     | 43歳      | 162   | 100   | 62    | .617  | 1 / 5   | NLDS敗退 | 01勝03敗            |
| 2000      | ARI       | NL 西     | 44歳      | 162   | 85    | 77    | .525  | 3 / 5   |          |                     |
| 2003      | TEX       | AL 西     | 47歳      | 162   | 71    | 91    | .438  | 4 / 4   |          |                     |
| 2004      | TEX       | AL 西     | 48歳      | 162   | 89    | 73    | .549  | 3 / 4   |          |                     |
| 2005      | TEX       | AL 西     | 49歳      | 162   | 79    | 83    | .488  | 3 / 4   |          |                     |
| 2006      | TEX       | AL 西     | 50歳      | 162   | 80    | 82    | .494  | 3 / 4   |          |                     |
| 2010      | BAL       | AL 東     | 54歳      | 57    | 34    | 23    | .596  | 5 / 5   | 途中就任 |                     |
| 2011      | BAL       | AL 東     | 55歳      | 162   | 69    | 93    | .426  | 5 / 5   |          |                     |
| 2012      | BAL       | AL 東     | 56歳      | 162   | 93    | 69    | .574  | 2 / 5   | ALDS敗退 | 03勝03敗            |
| 2013      | BAL       | AL 東     | 57歳      | 162   | 85    | 77    | .525  | 3 / 5   |          |                     |
| 2014      | BAL       | AL 東     | 58歳      | 162   | 96    | 66    | .593  | 1 / 5   | ALCS敗退 | 03勝04敗            |
| 2015      | BAL       | AL 東     | 59歳      | 162   | 81    | 81    | .500  | 3 / 5   |          |                     |
| 2016      | BAL       | AL 東     | 60歳      | 162   | 89    | 73    | .549  | 2 / 5   | ALWC敗退 | 00勝01敗            |
| 2017      | BAL       | AL 東     | 61歳      | 162   | 75    | 87    | .463  | 5 / 5   |          |                     |
| 2018      | BAL       | AL 東     | 62歳      | 162   | 47    | 115   | .290  | 5 / 5   |          |                     |
| 2022      | NYM       | NL 東     | 66歳      | 162   | 101   | 61    | .623  | 2 / 5   | NLWC敗退 | 1勝02敗             |
| 2023      | NYM       | NL 東     | 67歳      | 162   | 75    | 87    | .463  | 4 / 5   |          |                     |
| MLB：22年 | MLB：22年 | MLB：22年 | MLB：22年 | 3393  | 1727  | 1665  | .509  | -       | -        | 010勝15敗           |

- 1994年は232日間に及ぶ長期ストライキによりシーズンが中断したため、順位は暫定。
- 年度の太字は最優秀監督賞受賞。
- 順位の太字はプレーオフ進出（ワイルドカードを含む）。
- WS…ワールドシリーズ、LCS…リーグチャンピオンシップシリーズ、DS…ディビジョンシリーズ、WC…ワイルドカードゲーム。

### 表彰
- アメリカンリーグ最優秀監督賞：3回（1994年、2004年、2014年）
- ナショナルリーグ最優秀監督賞：1回（2022年）

### 背番号
- 48（1990年 - 1991年途中）
- 11（1991年途中 - 1995年、1998年 - 2000年、2003年 - 2006年、2022年 - ）
- 26（2010年 - 2018年）